# Жумалы, Расул Берекетович
Расул Берекетович Жумалы (родился 15 февраля 1971, Алма-Ата, Казахская ССР, СССР) — казахстанский политолог, дипломат, общественный и государственный деятель. Чрезвычайный и Полномочный Посол Республики Казахстан в Ливанской Республике.

## Биография
С отличием окончил казахскую среднюю школу № 9 в Алматы. В 1992 году окончил отделение арабского языка факультет востоковедения КазНУ имени аль-Фараби.
- С 1992 по 1994 годы работал атташе, референтом в отделе стран Ближнего и Среднего Востока, Африки МИД РК.
- В 1995 году — помощник министра иностранных дел Республики Казахстан.
- В 1996—1998 годах — в посольстве Республики Казахстан в Арабской Республике Египет в ранге 3-го, 2-го секретаря.
- В 1999 году — послом внешнеполитической службы страны-информационным секретарем МИД РК.
- В 2000—2002 годах — пресс-секретарь правительства Республики Казахстан
- В 2002 году — руководитель политической группы в представительстве МИД РК в г. Алматы.
- В 2003 году — советник посла Казахстана в Израиле,
- в 2004—2005 годах — генеральный консул Республики Казахстан в Объединенных Арабских Эмиратах,
- В 2006—2007 годах — Чрезвычайный и Полномочный Посол Республики Казахстан в Ливии.
- В 2007—2008 годах — Исполнительный директор Евразийского клуба банкиров.
- В 2006 году опубликовал монографию на русском языке «Геополитика Центральной Азии».
- Работал редактором аналитического журнала «Эксклюзив» и познавательного журнала «Япырай» на казахском языке.
- 13 июня назначен Чрезвычайным и Полномочным Послом Республики Казахстан в Ливанской Республике[2].